# Бергман, Гун
Гурнвор (Гун) Марианна Бергман, урождённая Хагберг (швед. Gunvor (Gun) Marianne Bergman; 28 октября 1916, Линчёпинг — 1 января 1971, Стокгольм) — шведская переводчица художественной литературы и журналистка.

## Биография
Гун Хагберг родилась в Линчёпинге в 1916 году. Её родителями были Роберт Хагберг, владелец ресторана, и его жена Эбба Хагберг. Окончив школу в Линчёпинге, Гун переехала в Стокгольм, где работала танцовщицей в частных театрах, а впоследствии журналисткой и преподавателем танца. С 1941 по 1950 год она была замужем за инженером Хуго Грутом, с которым у неё было два сына. Вторым её мужем стал в 1951 году режиссёр Ингмар Бергман, в браке с которым у неё родился третий сын. Впоследствии Бергман следующим образом описывал её в своей книге воспоминаний «Laterna magica»: «Гун была <…> что называется Девушкой с большой буквы: красивая, высокая, спортивная, с яркими синими глазами, сочными, красиво изогнутыми губами, искренним смехом, открытая, гордая, цельная, исполненная женской силы натура, но — лунатик». Он также писал, что Гун Хагберг стала прототипом многих героинь его фильмов.
В 1950-х годах Гун Бергман начала заниматься научной работой, преподаванием и переводами. В 1964 году она защитила диссертацию по славянским языкам в Уппсальском университете, и впоследствии преподавала русский и сербохорватский языки. Ряд стипендий позволил ей осуществить поездки в Советский Союз и в Югославию, о которой она впоследствии написала книгу-путеводитель, изданную в 1971 году. Она также выступала в роли консультанта по югославским пьесам для радиопостановок на Sveriges Radio и перевела ряд русских пьес для Радиотеатра (Radioteater), включая комедию Льва Толстого «От ней все качества».
Гун Бергман много переводила с сербохорватского языка, в частности, произведения нобелевского лауреата Иво Андрича, что требовало глубоких культурно-исторических знаний, тщательной проработки текста и тонкого понимания его нюансов и стилистики. Впоследствии Андрич выражал Бергман благодарность за её переводы, способствовавшие популярности его произведений в Швеции, и говорил, что они, несомненно, сыграли роль в присуждении ему Нобелевской премии. В 1962 году Гун Бергман получила Премию Шведской академии за перевод.
В последние годы жизни Бергман переводила поэзию, в том числе франкоязычных поэтов, таких как сенегалец Леопольд Седар Сенгор и мартиникский поэт Эме Сезер. Кроме того, она переводила стихотворения болгарской поэтессы Елисаветы Багряна и сербского поэта Васко Попы.
Гун Бергман погибла в результате аварии на мотоцикле в Югославии в 1971 году. Она была похоронена на Северном кладбище в Сольне.